# 新風舎

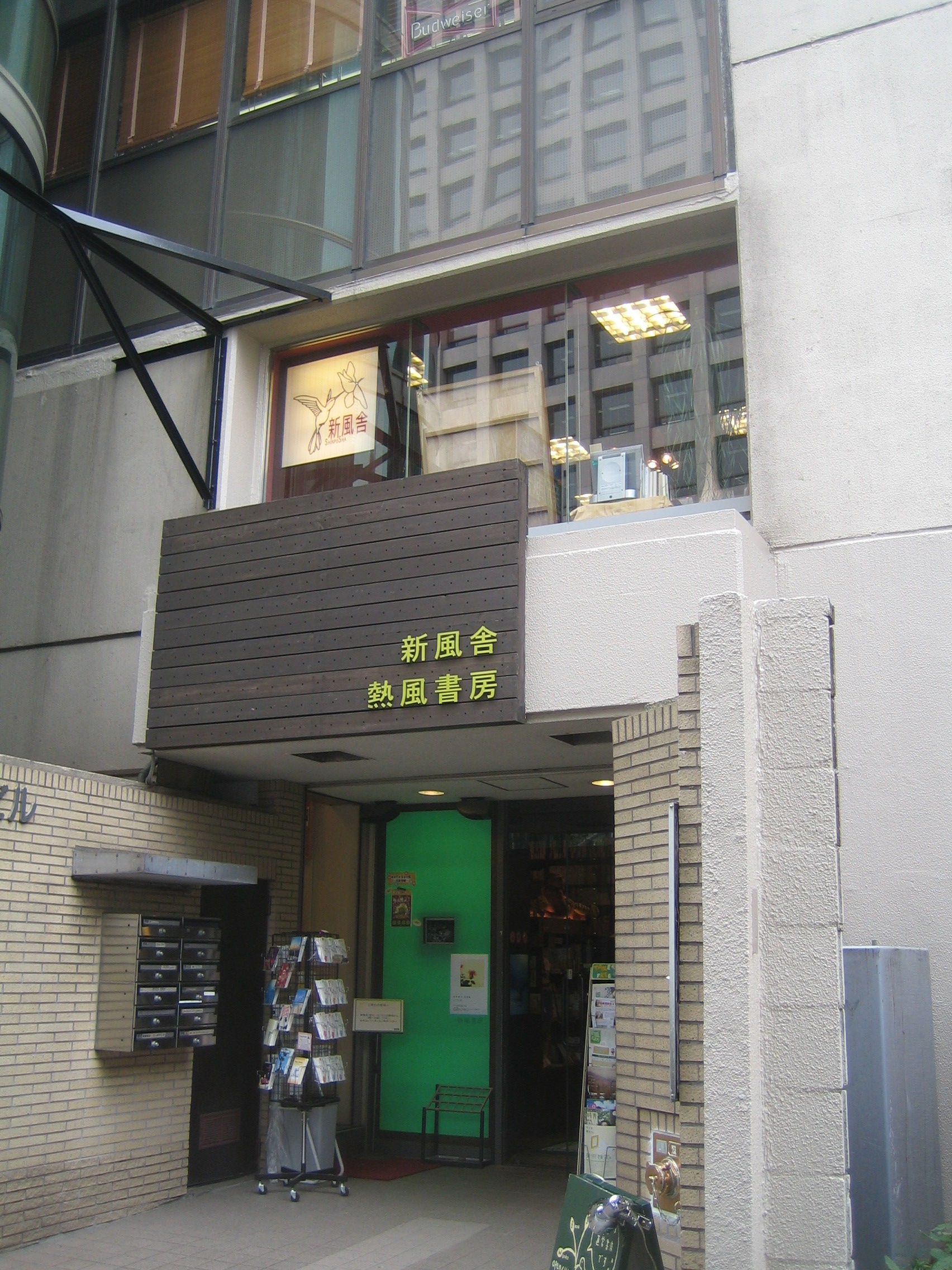
新風舎本社（川上ビル）と書店「熱風書房」

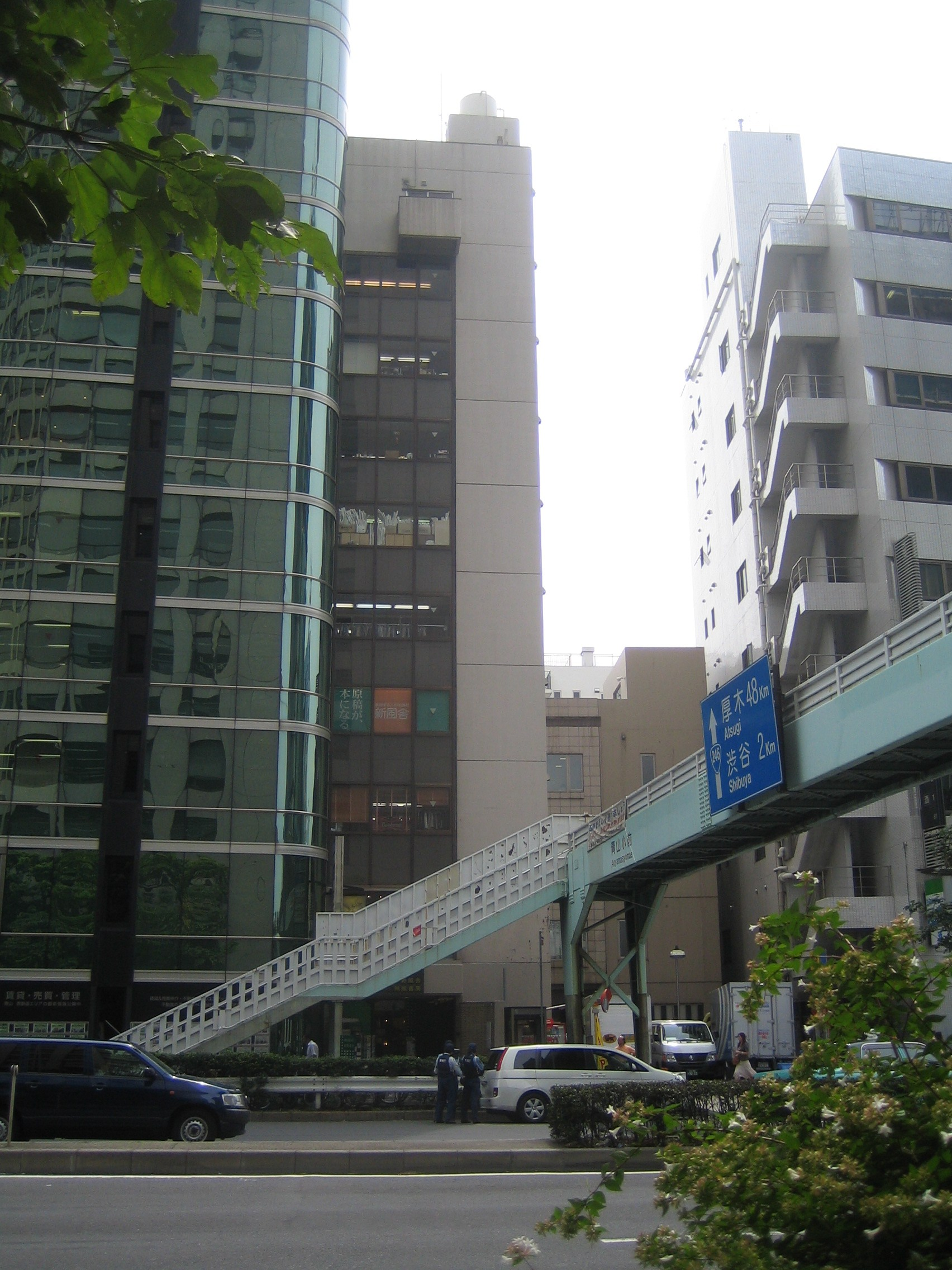
新風舎の本社があった川上ビル（東京都港区）。ビル1階には書店「熱風書房」が入居していた

株式会社新風舎（しんぷうしゃ、英文社名：Singpoosha）は、かつて東京都港区に本社を置き、自費出版・共同出版を中心に行っていた日本の出版社。2008年1月に経営破綻した。
1996年から出版作品賞として「新風舎出版賞」を開催していたが、同社の経営破綻により終了した。

## 概要
創業者の松崎義行が、東京都国分寺市にて15歳で創業した。
2006年時点では社員数360名で、自費出版系を含めた年間出版点数では2,788点と日本最大であった。なお、自費出版系を除くと、2006年の新風舎の年間出版点数は2005年が1,673点、2006年が385点であり、2005年は講談社（2,099点）が、2006年は講談社（2,013点）をはじめとする多くの出版社がこれを上回る点数の書籍を出版している。しかし、2007年後半から経営が悪化した。
2008年1月7日、東京地方裁判所に民事再生を申請。信用調査会社である帝国データバンクによれば、負債額は約20億円、関連会社である新風ホールディングスを含めると約25億円であった。しかし再建支援を表明していた企業（印刷会社2社）が、新風舎の経営サイドとの姿勢の食い違いから支援を断念し、同年1月18日、東京地裁は民事再生手続を廃止することを決定し、破産手続に移行した。破産手続の結果、一般債権者への配当が不可能であることが確定したため、2010年2月10日に破産廃止（異時廃止）となった。
新風舎の倒産に伴い既刊本は絶版となり、各書籍の著作権はそれぞれの作者に戻された。ただし作者が希望した場合に限り、同業の文芸社と再契約する方法が示されたが、作者側の費用負担が別途発生する方法であった。新風舎から文芸社に既刊本の著作権が自動移転したのではなく、あくまで作者が希望した場合に限って、任意で文芸社と作者個々人が契約し直す選択肢も残されたということである。絶版した各書籍の著作権の扱いは、それぞれの作者自身の自由意思に委ねられたため、作者は文芸社からの再出版を拒否することも可能である。

## 歴史
- 1980年 - 松崎義行が15歳で創業、自身の詩集を刊行。月刊『創作新風』創刊（16号まで）
- 1983年 - 雑誌『TILL』創刊（8号まで）
- 1989年 - ニフティサーブ「詩のフォーラム」の作品集を出版
- 1993年 - 大阪支社開設。年間出版点数が100点を突破
- 1996年 - ホームページ開設。新風舎出版賞開設
- 1999年 - 『ドールアートシリーズ』創刊
- 2000年 - 本社を東京都港区青山に移転
- 2001年 - 電子書籍出版開始。絵本『うしろにいるのだあれ』が大ヒット
- 2003年 - 新風舎文庫を創刊
- 2004年 - 福岡、名古屋、大阪に直営店オープン
- 2005年 - 自費出版系を含む年間出版点数が日本一となる（2,719点）[1]
- 2006年 - 詩の投稿雑誌『未来創作』創刊
- 2008年 - 東京地方裁判所に民事再生を申請（1月7日）、東京地裁が手続き廃止を決定し破産手続開始（1月18日）
- 2010年 - 破産廃止（2月10日）。以後は現存せず

## 主な出版物
- 『うしろにいるのだあれ』ふくだとしお ※皇太子妃雅子が娘の愛子内親王に読んでいる姿がテレビに映されヒットした。
- 『るにんせん』團紀彦
- 『本は読むより書く方が10倍楽しい』井狩春男
- 『1988年「10.19」の真実』佐野正幸
- 『報道されなかったイラクと人びと』大村正樹・文、渡部陽一・撮影
- 『ちーちゃんは悠久の向こう』日日日 ※第4回新風舎文庫大賞受賞作
- 『双頭の性。』高橋一起 ※第5回新風舎文庫大賞受賞作
- 『名優・滝沢修と激動昭和』滝沢荘一
- 『謀殺 下山事件』矢田喜美雄 ※講談社版の採録
- 『ふたりの絵本 結婚。』ナガオカケンメイ
- 『結婚詐欺師 クヒオ大佐』吉田和正
- 『もりのおうさま』岩田明子 ※第9回新風舎えほんコンテスト金賞受賞作

## トラブル
共同出版が盛んになったことで飛躍的に出版点数が伸び、2005年には出版点数で業界1位となるなど多数の書籍を発行するようになっていたが、同時に著者とのトラブルも増加した。
2007年7月4日、元大学教授ら3人が、全国約800の書店で販売すると勧誘されて新風舎と出版契約を結んだが、実際は一部の書店（原告のひとりの場合にはわずか3店）でしか販売されなかったとして、約736万円の損害賠償を請求する民事訴訟を東京地方裁判所に提起した。

## 批判
- 藤原新也は、新風舎が著者に共同出版を持ちかけ、通常以上の出版費用を出させているのではないかという疑義を提起した[5]。藤原はまた、同形態の流通出版（旧称協力出版）を手がける文芸社への疑義も提起している。
- 有田芳生は「書き手の夢を食い物にするあくどい希望商法」であると批判している[6]が、論拠を明らかにはしていない。
- 一方で江川紹子[7]ら、新風舎を擁護するジャーナリストやライターもいた。